# Detroit Pistons 1997-1998
La stagione 1997-98 dei Detroit Pistons fu la 49ª nella NBA per la franchigia.
I Detroit Pistons arrivarono sesti nella Central Division della Eastern Conference con un record di 37-45, non qualificandosi per i play-off.

## Roster
| N° | Naz.                   | Ruolo | Sportivo         | Anno | Alt. | Peso |
| -- | ---------------------- | ----- | ---------------- | ---- | ---- | ---- |
| 00 | Stati Uniti (bandiera) | C     | Eric Montross    | 1971 | 213  | 122  |
| 1  | Stati Uniti (bandiera) | G     | Lindsey Hunter   | 1970 | 188  | 77   |
| 4  | Stati Uniti (bandiera) | G     | Joe Dumars       | 1963 | 191  | 86   |
| 5  | Stati Uniti (bandiera) | GA    | Charles O'Bannon | 1975 | 196  | 95   |
| 8  | Stati Uniti (bandiera) | AC    | Brian Williams   | 1969 | 206  | 107  |
| 12 | Stati Uniti (bandiera) | G     | Steve Henson     | 1968 | 180  | 80   |
| 13 | Stati Uniti (bandiera) | A     | Jerome Williams  | 1973 | 206  | 93   |
| 14 | Stati Uniti (bandiera) | G     | Malik Sealy      | 1970 | 203  | 86   |
| 23 | Stati Uniti (bandiera) | G     | Aaron McKie      | 1972 | 196  | 95   |
| 31 | Stati Uniti (bandiera) | C     | Scot Pollard     | 1975 | 211  | 120  |
| 33 | Stati Uniti (bandiera) | A     | Grant Hill       | 1972 | 203  | 102  |
| 42 | Stati Uniti (bandiera) | AC    | Theo Ratliff     | 1973 | 208  | 102  |
| 42 | Stati Uniti (bandiera) | GA    | Jerry Stackhouse | 1974 | 198  | 99   |
| 43 | Stati Uniti (bandiera) | A     | Grant Long       | 1966 | 203  | 102  |
| 44 | Stati Uniti (bandiera) | AC    | Rick Mahorn      | 1958 | 208  | 109  |
| 52 | Stati Uniti (bandiera) | A     | Don Reid         | 1973 | 203  | 113  |

## Staff tecnico
- Allenatori: Doug Collins (21-24) (fino al 1º febbraio)[1], Alvin Gentry (16-21)
- Vice-allenatori: Johnny Bach, Alvin Gentry (fino al 1º febbraio), Brian James, John Hammond